# 青山良彦
青山 良彦（あおやま よしひこ、本名同じ、1943年12月7日 - ）は、東京都出身の俳優。

## 来歴・人物
東京都千代田区神田須田町出身。学習院初等科、中等科、高等科第2学年終了後の1962年に大映演技研究所に16期として入り、大映からニューフェイスとしてデビュー。1964年、TBSのドラマ『父子鷹』（国際放映制作）に出演した後、同年『十七才は一度だけ』より大映にて本格デビュー。その後大映を経て、プランニング・メイに所属。
なお、近衞甯子（甯子内親王）、久邇朝宏（久邇宮）は学習院初等科時代の同級生。
『泥棒番付』（1966年）で勝新太郎と共演して以来、2年間ほど半ば押しかけのように、付き人のような感じで勝に付き、以後勝のことを「オヤジ」と呼ぶほどの濃い付き合いが続いていたという。その後大川橋蔵にも師事し、橋蔵や高橋英樹それぞれの主演の舞台にレギュラー出演もしていた。
日本舞踊における名取りは花柳 嶽（はなやぎ がく）。父親は人間国宝の二代目花柳壽楽、兄は二代目花柳錦之輔、舞踊の花柳貴彦は長男にあたる。また、明治座アカデミーにてトータルアドバイザー・講師として指導もしている。

## 出演

### 映画
- この道赤信号（1963年 大映）
- 十七才は一度だけ（1964年 大映） - 沢木光雄
- 犯罪教室（1964年 大映） - 竹内弘
- 黒の切り札（1964年 大映） - 雨宮事務官
- 無茶な奴（1964年 大映） - 茂
- あゝ零戦（1965年 大映） - 山県一飛曹
- 若親分あばれ飛車（1966年 大映） - 梅村五郎
- 私は負けない（1966年 大映） - 広岡良輔
- 大魔神（1966年 大映） - 花房忠文
- 泥棒番付（1966年 大映） - 清七
- 破れ証文（1966年 大映） - 堀川礼一
- 座頭市鉄火旅（1967年 大映） - 清吉
- 女賭場荒し（1967年、大映）
- 妖怪大戦争（1968年 大映） - 真山新八郎
- 闇を裂く一発（1968年 大映） - 木村
- 続セックスドクターの記録（1968年 大映） - 平川弘介
- ジェットF104脱出せよ（1968年 大映） - 篠田正美
- 秘剣破り（1968年 大映） - 浅野内匠頭
- 四谷怪談 お岩の亡霊（1969年 大映） - 佐藤与茂七
- 女賭博師さいころ化粧（1969年 大映） - 四五一の六助
- でんきくらげ（1970年 大映） - 田島
- やくざ絶唱（1970年 大映） - 本田進
- 男一匹ガキ大将（1971年 大映） - 片目の銀次
- すっぽん女番長（1971年 大映） - 三吉
- 新座頭市物語 折れた杖（1972年 大映） - 安房屋徳治郎

### テレビドラマ
- NHK大河ドラマ
  - 源義経（1966年） - 佐藤忠信
  - 勝海舟（1974年） - 福澤諭吉
- おゝい雲（1971年、NHK） - 西条健哉
- 必殺シリーズ（ABC）
  - 必殺仕掛人 第25話「仇討ちます討たせます」（1973年、ABC / 松竹） - 新之助
  - 必殺仕置人 第15話「夜がキバむく一つ宿」（1973年） - 高木精四郞
- 編笠十兵衛（1974年、フジテレビ / 東映）- 松浦達之助
- 座頭市物語（フジテレビ系/勝プロダクション）（1974年～1975年）
  - 第3話「祥月命日いのちの鐘」（1974年10月17日）
- 影同心 第17話「二つ枕の殺し節」（1975年、MBS・東映） - 新之助
- 遠山の金さん 杉良太郎版（NET/東映）
  - 第35話「紋十郎 惚れて候」(1976年) -伊三次
  - 第58話「陰謀の凶弾」（1976年） -藤堂伊織
  - 第80話「八丁堀佐渡情話」（1977年） -沼田平四郎
- 桃太郎侍（日本テレビ）
  - 第4話「甘くて苦い恋弁当」（1976年10月24日） - 文吉
  - 第222話「出世、ご免蒙ります」（1981年1月18日） - 富田采女
- 銭形平次（東映 / フジテレビ）
  - 第585話「船宿の女たち」（1977年）
  - 第798話「御宿しもだや殺人事件」（1982年） - 三枝新九郎
- 破れ奉行 第17話「斬込め！大名行列」（1977年 テレビ朝日・中村プロ） - 諏訪因幡守
- 遠山の金さんII 第7話「女講釈師・双肌脱いだ妖艶舞台!」（1985年11月26日、テレビ朝日・東映） ※高橋英樹版
- 大岡越前（TBS・C.A.L）
  - 第11部 第1話、第2話「吉宗暗殺の野望」（1990年4月23、30日） - 徳川宗春
  - 第15部 第20話「裏切られた友情」（1999年2月1日） - 桂香庵
- 水戸黄門（TBS・C.A.L）
  - 第20部 第48話「陰謀渦巻く薪能・江戸」（1991年10月7日） - 古内織部
  - 第21部 第22話「仏の里の悪退治・彦根」（1992年8月31日） - 浜田右京
  - 第22部 第19話「悪が群がるカステイラ・長崎」（1993年9月20日） - 臼倉主水
  - 第25部 第14話「飛猿が恋をした・岡山」（1997年3月31日） - 松浦織部
  - 第27部 第28話「嫁を取るか家訓を取るか・伊勢崎」（1999年10月4日） - 小野寺金蔵
  - 第28話 第16話「恐れ入ったか!お茶壺道中・草津」（2000年7月3日） - 芳春
  - 第29部 第23話「祝言に飛び込んだ男・会津」（2001年9月3日） - 兼坂左京
  - 第31部 第8話「壊れた香炉は職人魂・桑名」（2002年12月2日） - 円山幽山
  - 第32部 第4話「響け! 汗と涙の御諏訪太鼓・諏訪」（2003年8月18日） - 望月作左衛門
  - 第33部 第3話「亭主オロオロ女の決闘・有松」（2004年4月26日） - 大文字屋仁兵衛
  - 第34部 第16話「お転婆ふたり恋の港町・酒田」（2005年5月9日） - 水谷屋伊兵衛
  - 第35部 第4話「湯の街を守る孤独な正義・道後」（2005年10月31日） - 黒崎蔵人
  - 第36部 第18話「若君救った女将の秘密・播磨」（2006年12月4日） - 筒井帯刀
  - 第38部 第22話「俺の姉に手を出すな・小田原」（2008年6月16日） - 大原甚九郎
  - 第41部 第3話「過去を消した謎の女!・鎌倉」（2010年4月26日） - 草壁長右衛門

ほか多数にゲスト出演。
- 名奉行 遠山の金さん 第4シリーズ 第6話「大奥騒乱!千両箱の罠」（1991年、ANB / 東映） - 八州屋伝蔵
- また又・三匹が斬る! 第3話「出雲路は、騙し騙され白兎」（1991年 ANB・東映） - 隠岐入道
- 新・三匹が斬る! 第19話「羽黒山、天狗も泣いた色と欲」（1993年 ANB・東映） - 武田左内
- 南町奉行事件帖 怒れ！求馬 II 第17話「すべてを賭けて守るもの」（2000年 TBS・C.A.L） - 天野忠造

### 舞台
- 最後の忠臣蔵（2010年10月 中日劇場）
- 舞台『応天の門』（2024年12月4日 - 22日、明治座） - 藤原良房 役[3]